# Miguel de Icaza
Miguel de Icaza (Città del Messico, 1972) è un informatico messicano.
È un programmatore conosciuto per i progetti GNOME e Mono.

## Biografia
Nato da padre fisico e madre biologa, ha studiato matematica alla Università nazionale autonoma del Messico (U.N.A.M.) ma non ha conseguito la laurea.
Ha iniziato a sviluppare software libero nel 1992.
Nell'estate del 1997 ha avuto un colloquio con la Microsoft per un lavoro nel team Internet Explorer for UNIX per lavorare su un port per SPARC. Ha dichiarato in una intervista che cercò di convincere i suoi interlocutori a rendere libero il codice di Internet Explorer prima ancora che lo facesse la Netscape Communications. Non ottenne il lavoro a causa della mancanza della laurea, ma nella stessa occasione fece amicizia con Nat Friedman.
Nell'agosto del 1997 avviò, con Federico Mena, il progetto GNOME con l'intento di creare un ambiente desktop completamente libero per Linux e gli altri sistemi Unix-like. In precedenza de Icaza aveva lavorato sul file manager Midnight Commander. Ha anche creato il foglio elettronico Gnumeric.
Nel 1999 de Icaza cofondò la Helix Code, una compagnia che sviluppa software libero, con Nat Friedman, e assunse un gran numero di GNOME hacker. Nel 2001 la Helix Code, ora chiamata Ximian, annunciò il progetto Mono che si prefiggeva di implementare una versione libera e multipiattaforma del .NET Framework. Nel mese di agosto 2003, la Ximian venne acquisita dalla Novell, e de Icaza diventò vice presidente allo sviluppo della Novell. Nel maggio 2011, in seguito all'acquisto di Novell da parte di Attachmate Group, e all'abbandono dei progetti legati a Mono da parte di quest'ultima società, de Icaza fu licenziato, e fondò la società Xamarin per sviluppare il progetto Mono e i prodotti MonoTouch e MonoDroid.
Ha ricevuto nel 1999 il Free Software Award assegnato dalla Free Software Foundation, e il Technology Review Innovator of the Year Award del
MIT. Nel 2000 è stato anche inserito dalla rivista TIME nella lista dei 100 innovatori per il nuovo secolo.
Nel 2001 Miguel è apparso nei film S.Y.N.A.P.S.E. - Pericolo in rete e The Code.

### Vita privata
È sposato dal 2003 con la brasiliana Maria Laura.